# ファイナル・ジャッジメント
『ファイナル・ジャッジメント』（The Final Judgement）は、幸福の科学出版製作による2012年6月2日公開の日本映画。

## 概要
幸福の科学出版製作による通算7作目の映画作品。2012年6月2日より公開、全国210館で上映された。幸福の科学の映画の中で実写映画作品としては、『ノストラダムス戦慄の啓示』以来2回目、18年ぶりの実写映画作品である。テーマ・コピーは、「近未来予言映画」「それが、間違った未来なら、ぼくらが変えなければ……」「ぼくらは戦う、心のチカラで。」「たった一人の勇気が、世界を変える」「日本占領」「日本奪還」。一部の映画館では、日本語字幕版および英語字幕版が上映された。
2009年に製作した『仏陀再誕』までの幸福の科学出版映画は東映で配給していたが、本作品以降の幸福の科学出版製作映画は配給を日活に変更した。
2012年6月8日付けで、通信社ロイターが、ニュースとして取り上げた。この件について、同年6月13日にThe Liberty web が、「ロイターが、映画『ファイナル・ジャッジメント』の映像と幸福の科学幹部のインタビュー映像を全世界に配信した」と報道し、「この映画のメッセージの重要性を、日本の大手マスコミは、無視を決め込んでいるが、すでに世界のマスコミの方が先に気づき始めている」としている。
2020年1月18日に死去した宍戸錠の最後の出演映画となった。

### 興行成績
- 2012年6月2日、全国198スクリーンで公開され、土日の週末動員ランキングで第4位。

成績は動員9万1,998人、興収1億1,750万7,500円を記録した。
- 第2週目、6月9日10日の土日週末のランキングで第6位[11][12]。
- 第3週目、6月16日17日の土日週末のランキングで第6位[13][14]。
- 第4週目、6月23日24日の土日週末のランキングで第6位[15][16]。

## あらすじ
21世紀に入るとアジアの大国オウラン国が急速に台頭し軍事力を増強してきた。商社マンとしてこの国を訪れた鷲尾正悟は、いくつかの体験でその国家的野心を目の当たりにし、日本に侵略の危機が迫りつつあることを確信する。2009年この軍事的脅威に対し、危機感を抱いた鷲尾正悟は、政党 未来維新党を立ち上げてこの国の危機を日本国民に訴え衆議院選挙を戦う。様々な協力者が現れるが、選挙には惨敗してしまう。その数年後、正悟の指摘・警告は的中し、オウラン国の軍隊によって日本は占領され、植民地と化してしまう。住民へ様々な弾圧が加えられるなか、鷲尾正悟らは、日本に希望の未来を取り戻すべく活動してゆく。

## キャスト
鷲尾 正悟（わしお しょうご）
演 - 三浦孝太
26歳の日本人。アジアの大国オウラン国を訪れた際、その軍事力増強による覇権拡大の意図を知り危機感を覚え、友人らと政党「未来維新党」を立ち上げる。防衛力増強の政治的発言を訴えかけるが、選挙では不利な戦いとなり落選。その後、オウラン国の占領下となった日本で希望の未来を取り戻すべく地下組織「ROLE」に合流し活動する。
ある場面では、ゴータマ・ブッダが菩提樹の下で静かに心の内を見つめ、悟りの力によって悪魔を退散させたシーンを思わせる箇所がある。
リン
演 - ウマリ・ティラカラトナ、少女時代のリン：中島しおり
アジアの大国オウラン国に占領された旧南アジア共和国の女性、20歳。両親をオウラン国人民軍に殺された。鷲尾正悟に出会い、選挙などで協力してゆく。
中岸 憲三（なかぎし けんぞう）
演 - 海東健
鷲尾正悟と大学のサークルで知り合い、親友となる。共に政党を立ち上げ、日本を国難から救うべく命がけで活動する。
中岸 雄二郎（なかぎし ゆうじろう）
演 - 田村亮
中岸憲三の父。元民友党の政治家。ある事件で失脚し行方不明になるが、組織「ROLE」のリーダーとなる。
遠山 明日香（とうやま あすか）
演 - 水田芙美子
中岸憲三と意気投合し、救国活動に参加してゆく。気が強く周囲と軋轢が起きるが、活動を支えてゆく。
四ノ宮 薫（よんのみや かおる）
演 - 飛坂光輝
明日香とともに、活動に飛び込む。情熱的な青年で、行動力にあふれている。
早鐘 希（はやがね のぞみ）
演 - 水澤愛奏
鷲尾正悟や憲三の大学時代のサークルの後輩。活動の輪を和ませる妹キャラな存在。確かな信仰心を持った少女で、鷲尾正悟に対してある気づきを与える。
森谷 光彦（もりや みつひこ）
演 - 一太郎
コンピューターエンジニアの秀才。様々なツールや情報技術を使いこなし、正悟たちをサポートしてゆく。
市原 直樹（いちはら なおき）
演 - 深澤友貴
鷲尾正悟の立ち上げた政党に賛同し、党員になる。裏表の無い性格で、気のいい憎めないヤツ。
鷲尾 秀子（わしお ひでこ）
演 - 芦川よしみ
鷲尾正悟の母。正悟の無事を祈り、明るく見守っている。
鷲尾 哲山（わしお てつざん）
演 - 並樹史朗
鷲尾正悟の父。学生時代から左翼政治運動を続け、市民活動家から政治家になり、中岸雄二郎らと民友党を立ち上げ政権につく。しかし、自身の思想性の間違いから日本を破滅へと突き落としてしまうことになる。正悟が学生の時に急死している。
ある場面では、正悟の前に現れるシーンがあるが、それは正悟を陥れる為に悪魔が化けた姿だった。
ラオ・ポルト
演 - 宍戸錠
オウラン軍の総督。オウラン国による占領により植民地となった日本に、軍を率いて進駐を行う。占領地の総督として住民の諸自由を奪い、残虐非道な恐怖政治を行う。
車椅子の少女
演 - 雲母（きらら）
足が不自由だが純粋な優しさの心を持った少女。
本橋 国男
演 - 志村東吾
元やまとテレビ、現オウラン国営放送の放送技術者、ディレクター。占領後のときに、地下組織ROLEで世界の同志と連絡を取り合う。

## 用語
- オウラン国 - アジアで近年急速に軍事力を増強してきた国。正式な名称は「オウラン人民共和国」。過去に隣接国を侵略し自治区として自国の領土としている。なお、映像内に「王兰国家电视台」「王兰人民党」「王兰国家万岁」「王兰世界之宝!!」「王兰涩谷」といった簡体字表記 （日本の新字体なら「王蘭」） が出てくることから、オウラン国は簡体字を正字としている中華人民共和国を想定したものと考えられる。
- 南アジア共和国 - 数十年前、オウラン国によって侵略を受け占領された国。以来オウラン国の一部として自治区となり、住民が様々な弾圧のなかで苦しんでいる。旧東トルキスタンの新疆ウイグル自治区やチベット自治区を示唆する。
- 民友党 - 日本の政党で、左翼的傾向がある。それが与党として政権を担うときに日本の弱体化となる政策判断を行ってしまい、オウラン国による侵略原因を作った。日本の民主党を示唆する。
- 未来維新党 - 鷲尾正悟が立ち上げた政党。オウラン国の軍事力と国家的野心による日本の危機を提示し、国防の重要性を訴える。
- 地下組織「ROLE」（ロール） - Religious Organization for Liberty of the Earth、「この地球の自由を守る宗教的組織」これの頭文字による造語（頭字語）だが、「役割」または各個人の「使命」をも意味する（バクロニム）。
- 極東省 - オウラン国に占領されたときの日本の呼び名。

## スタッフ
- 製作総指揮：大川隆法
- 原案：大川宏洋
- 監督：浜本正機
- 総合プロデューサー：佐藤直史、小田正鏡
- 総合プロデューサー補：松本弘司、三宅亮暢
- プロデューサー：伊藤徳彦
- CO.プロデューサー：椋樹弘尚、飯塚信弘
- 脚本：「ファイナル・ジャッジメント」シナリオプロジェクト
- 脚本協力：竹内久顕、霧生正博、南柱根、天沢彰
- 音楽：水澤有一、田畑直之
- 撮影：谷川創平（JST）
- 美術：丸尾和行
- 照明：金子康博
- テクニカルプロデューサー：大屋哲男
- 録音：横野一氏工
- 装飾：藤田徹
- 編集：早野亮
- 音響効果：齋藤昌利
- 衣装：宮本まさ江
- ヘアメイク：梅原さとこ
- キャスティング：前島良行
- 助監督：南柱根 、山内健嗣
- 製作担当：相良晶
- 製作：幸福の科学出版
- 制作プロダクション：ジャンゴフィルム
- 配給：日活

## 主題歌・挿入歌
- テーマ曲『Love surpasses Hatred
 - 愛は憎しみを超えて』

The theme music of "the Final Judgement"
Inspired by Lincoln
written and English-transnslated by Ryuho Okawa
作詞・作曲：大川隆法（エイブラハム・リンカーン霊示）
編曲 ： 水澤有一
歌 ： Phillip Joe （英語バージョン）、大門一也 （日本語バージョン）
- 挿入歌『振り向けば愛』

作詞：大川隆法
作曲・編曲 ： 水澤有一
歌 ： JUN

## 音楽ソフト
- CD『愛は憎しみを超えて (映画「ファイナル・ジャッジメント」テーマ曲・挿入歌集）』

収録曲
1. Love surpasses Hatred、歌：Phillip Joe（英語バージョン）3:03
2. 振り向けば愛、歌：JUN  3:52
3. 愛は憎しみを超えて、歌：大門一也（Love surpasses Hatred 日本語バージョン）3:01
4. Love surpasses Hatred / 愛は憎しみを超えて (Instrumental) 3:08
5. 振り向けば愛 (Instrumental) 3:51
発刊元：幸福の科学出版
型番： C 301
発売日：2012年5月30日
EAN 4582316050185、JAN 4582316050185、ASIN B00819KQ9C
- CD『愛は憎しみを超えて (映画「ファイナル・ジャッジメント」テーマ曲・挿入歌集）』

収録曲：上記 C 301 と同じ。外装のみの違い。
発刊元：幸福の科学出版
型番： C 303（書店・通販販売用）
発売日：2012年5月30日
ISBN 978-4-86395-200-3
- CD『映画「ファイナル・ジャッジメント」オリジナル・サウンドトラック』

収録曲：全24曲/Total Time 55:43
01. リンのテーマ、02. オウラン兵突入、03. 空から舞い降りる羽、
04. 回想の父、05. 失われし祖国、07. ROLEへようこそ、
08. 侵略～奪われた信仰、09. 憲三VSオウラン兵、10. 希望の予感、
11. 菩提樹の下で～八正道、12. 惑わし、13. 降魔・破邪顕正、
14. 大悟、15. 奇跡、16. 裏切り、17. リンとの対面、18. 憲三 父と子の絆、
19. 父母の想い、20. 脱出 約束の場所へ、21. 別れ それぞれの役割、
22. 憎しみを捨て愛をとれ、23. Love surpasses Hatred、24. 振り向けば愛
作詞：大川隆法（22、23）
作曲：水澤有一（01 - 22、24）、大川隆法（23）
編曲・演奏：水澤有一
発刊元：幸福の科学出版
型番： C 323
発売日：2012年10月31日
EAN 4582316050369、JAN 4582316050369、ASIN B009SDVNJ2

## 映像ソフト
- Blu-ray 2枚組(本編+特典)愛蔵版『ファイナル・ジャッジメント』

発刊元：幸福の科学出版
型番： K 1136
発売日：2013年3月27日
EAN：なし、ISBN：不明
- Blu-ray 通常版『ファイナル・ジャッジメント』

収録内容：本編映像 112分　片面2層　MPEG-2　COLOR ビスタサイズ 音声7言語・字幕14言語対応
特典映像[35分]:
テーマソング“Love surpasses Hatred”PV(3分)
挿入歌「振り向けば愛」PV(4分)
メイキング映像(20分)
PRムービー(6分)
劇場予告編(1分20秒)
テレビCM(15秒)
音声：日本語、英語、ヒンディ語、韓国語、ネパール語、ルガンダ語、日本語音声ガイド
字幕：英語,中国語[繁体],中国語[簡体],韓国語,フランス語,ドイツ語,スペイン語,ポルトガル語,ヒンディ語,シンハラ語,タイ語,タガログ語,モンゴル語,日本語聴覚障害者用
発刊元：幸福の科学出版
型番： K 1135
発売日：2013年3月27日
EAN 4582316050413、JAN 4582316050413、ASIN B00BLR2DCY
ISBN 978-4-86395-311-6
- DVD 通常版『ファイナル・ジャッジメント』

収録内容と音声・字幕：上記 Blu-ray 通常版と同じ。
発刊元：幸福の科学出版
型番： K 1132
発売日：2013年3月27日
EAN 4582316050406、JAN 4582316050406、ASIN B00DI5TQ8G
ISBN 978-4-86395-310-9
- DVD レンタル版『ファイナル・ジャッジメント』

収録内容と音声・字幕：上記 DVD版と同じ。
発刊元：幸福の科学出版
型番： K 1131
発売日：2013年3月27日
EAN 4582316050390、JAN 4582316050390、ASIN B00BLR2CYI
- Amazon Prime Video 等でのweb動画配信もある。

ASIN B01N0Q4UJO

## 映画関連品
- 書籍『映画ファイナル・ジャッジメントの秘密に迫る』大川宏洋 著、幸福の科学出版、2012年4月26日発刊、ISBN 978-4-86395-194-5
- 書籍『丹波哲郎大霊界からのメッセージ - 映画「ファイナル・ジャッジメント」に物申す』、幸福の科学出版、2012年5月30日発刊、ISBN 978-4-86395-204-1